# Antoine II de Toulouse-Lautrec
Antoine II de Toulouse-Lautrec (vers 1442 - 1541) est vicomte de Lautrec, de 1490 à sa mort. Il est aussi chevalier, baron de Labruguière, du Puy-Saint-Pierre et de Castayrac, ainsi que seigneur de Montfa, de Ferrals, du Verdier et de Londres.

## Biographie
Antoine II de Toulouse-Lautrec est le fils unique du vicomte Antoine Ier de Toulouse-Lautrec (? - 1392) et d'Antoinette d'Apchier. Membre de la famille de Toulouse-Lautrec, il est l'ancêtre du peintre Henri de Toulouse-Lautrec. À la mort de son père en 1490, il hérite d'une part de la vicomté de Lautrec, mais partage le domaine avec de nombreux autres vicomtes dont la plupart sont ses cousins éloignés. 
En 1470, il rend hommage au roi pour ses terres de Ferrals, Labruguière et le Verdier, puis lui prête serment en 1498 en tant que vicomte de Lautrec. Il est à nouveau mentionné le 2 octobre 1502 puis en 1503, rendant hommage respectivement pour Labruguière et Montfa, puis Lautrec, Montfa et Montaut.
À partir de 1495 il est régulièrement cité comme soutien militaire du roi de France, luttant contre des espagnols sévissant en la sénéchaussée de Carcassonne, puis fournissant quelques hommes pour les ban de 1507 et 1529.
A sa mort en 1541, il a vécu près de cent ans, avant d'être inhumé avec sa seconde femme en la basilique Saint-Vincent de Castres.

## Mariage et postérité
Antoine II de Toulouse-Lautrec épouse en premières noces Catherine de Coursier. Sur les cinq filles qui naissent de cette union, trois deviennent religieuses.
Il se remarie ensuite avec Séguine de Bar, fille du baron de Mauzac, en 1498, dont il a : 
- Jean-François de Toulouse-Lautrec (? - 1565), vicomte de Lautrec à sa suite ;
- Pierre de Toulouse-Lautrec (? - 1552), premier vicomte de Montfa, mort lors de la défense de Metz. Son seul héritier meurt à l'âge de cinq ans ;
- Philippe de Toulouse-Lautrec (? - 1542), seigneur de Labruguière marié en 1518 à Jeanne de Rigaud de Vaudreuil ;
- Séguine de Toulouse-Lautrec, mariée à Antoine de Saint-Jean, seigneur d'Hounoux, en 1548 ;
- Imbert de Toulouse-Lautrec, mariée en 1516 à Antoine d'Anticamareta, capitoul de Toulouse ;
- Yolande de Toulouse-Lautrec, mariée à Jean de Lordat, seigneur de Prunet et Cambiac ;